# Salang (kecamatan)
Salang (indonez. Kecamatan Salang) – kecamatan w kabupatenie Simeulue w okręgu specjalnym Aceh w Indonezji.
Kecamatan ten znajduje się w zachodniej części wyspy Simeulue, obejmując także mniejszą wyspę Linggam. Graniczy z kecamatanami: od zachodu z Alafan, od północy z Simeulue Barat, a od wschodu z Simeulue Tengah.
W 2010 roku kecamatan ten zamieszkiwało 7 625 osób, z których wszystkie stanowiły ludność wiejską. Mężczyzn było 3 909, a kobiet 3 716. 7 624 osoby wyznawały islam.
Znajdują się tutaj miejscowości: Along Jaya, Bunga, Ganang Pusako, Jaya Baru, Karya Bakti, Kenangan Jaya, Lalla Bahagia, Meunafah, Mutiara, Nasreuhe, Padang Unoi, Panton Lawe, Suak Manang, Tameng, Tamon, Ujung Salang.